# Časovač

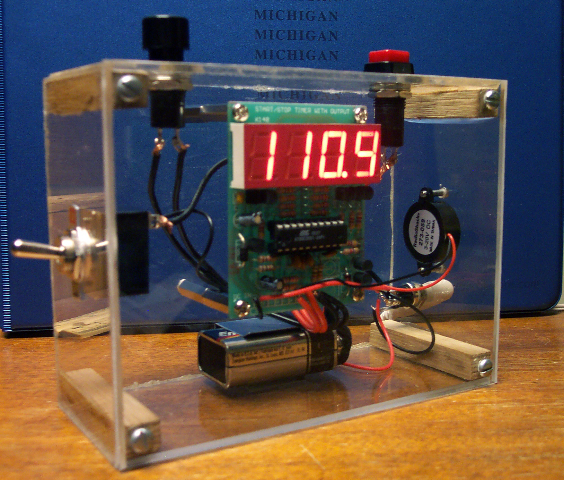
Jednoduchý digitální časovač. Jednotlivé komponenty jsou viditelné: plošný spoj s řídícím integrovaným obvodem, LED display, elektrická baterie a bzučák.

Časovač jsou specializované hodiny, které mohou být použity pro měření trvání procesu nebo příchodu události. Časovač může být jednoduchý strojek, může být elektromechanický, nebo počítačový, tedy hardwarový nebo softwarový (softwarový č. je realizován jako část počítačového programu).

## Mechanický časovač

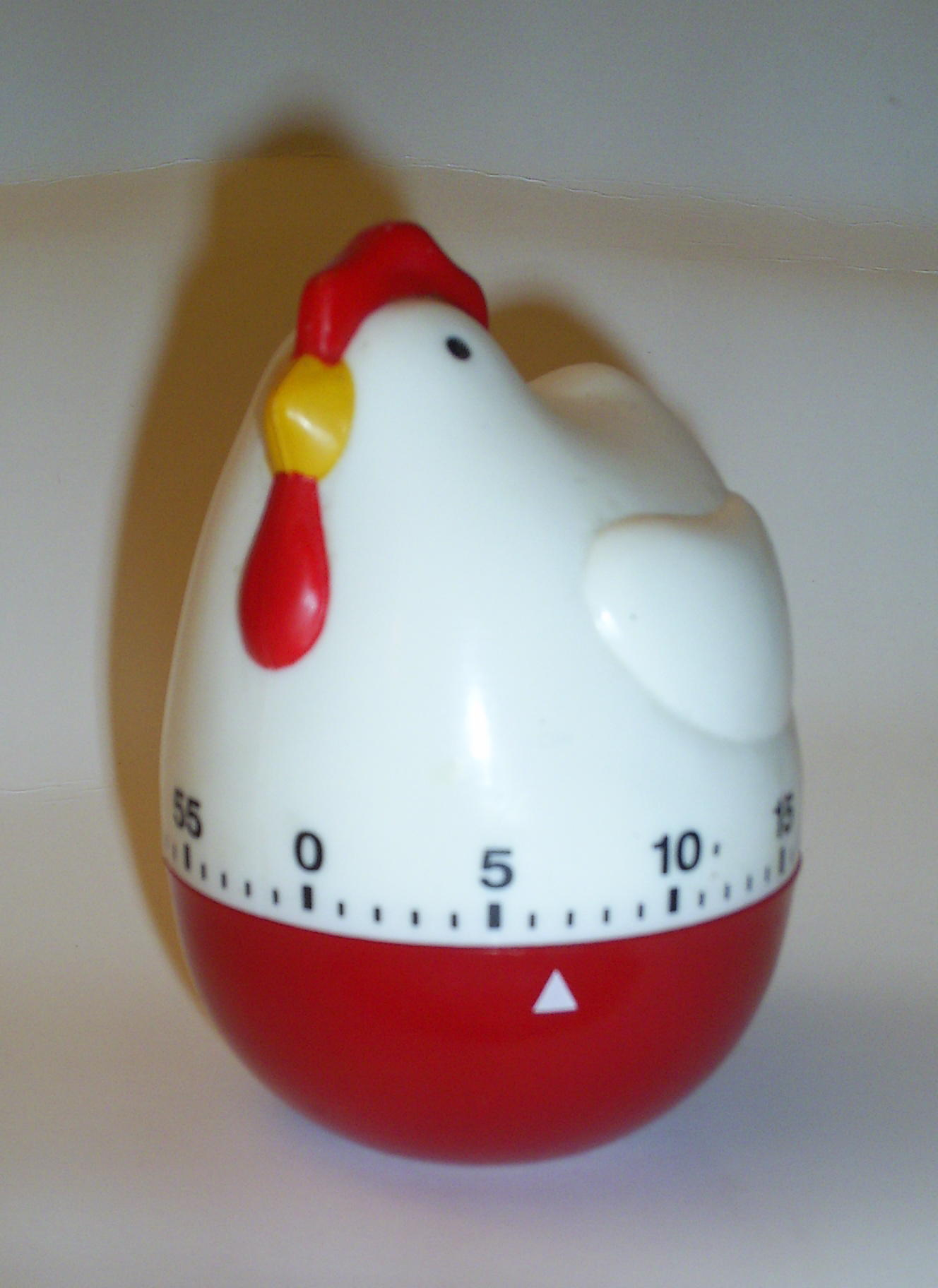
Kuchyňský mechanický časovač (tzv. „minutka“).

Mechanické časovače typicky používají klasický hodinový strojek s pružinou a kotvou, která reguluje jejich rychlost. Lacinější a méně přesné jsou strojky s aerodynamickou brzdou.

## Elektromechanický časovač
Elektromechanické časovače jsou dvojího typu – s bimetalovým páskem nebo s elektromotorem.

### Bimetalový pásek
Bimetalový pásek je vytvořen spojením dvou kovových pásků o různých tepelných roztažnostech (nejčastěji ocel a bronz), který je zahříván procházejícím elektrickým proudem. Ohnutím pásku dojde k rozpojení kontaktů, vychladnutí pásku a opětovnému spojení kontaktů a cyklus se opět opakuje. Tento typ časovače se využívá například pro blikače v automobilech, u světel na vánočním stromku nebo pro časové omezení přetížení u elektrického jističe.

### Elektromotor

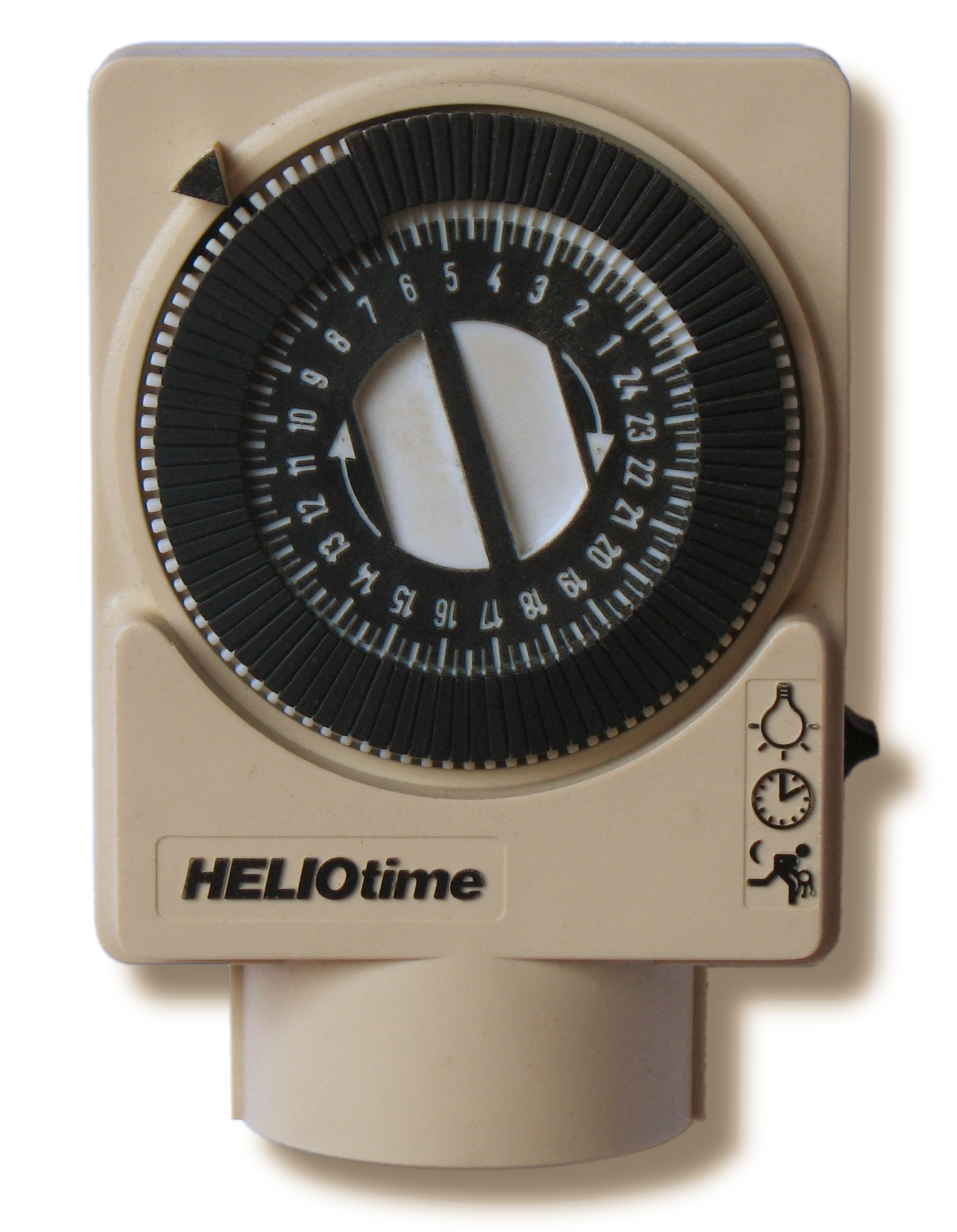
Jednoduché elektromechanické spínací hodiny s elektromotorem.

Elektromotor na střídavý proud roztáčí ozubené kolo, které pohybuje kotvou stejně, jako u klasického hodinového strojku. Na kotvu jsou připojeny přepínací elektrické kontakty a proud procházející motorem je přesně řízen. Někdy bývá ozubené kolo připojeno na třecí spojku, aby mohl být časovač snadno vrácen do výchozí pozice.
Tento typ časovače se používá například v pračce, sušičce, myčce nádobí nebo v univerzálních spínacích hodinách. Spínací hodiny mohou mít formu samostatného přístroje (viz obrázek vpravo), zásuvkového adaptéru, kdy na přístroji je přímo zásuvka pro ovládaný spotřebič nebo modulárního přístroje pro montáž do rozvaděče. Programování spínacích hodin se provádí zarážkami a je jen hrubé. Typicky po čtvrthodinách.

## Digitální časovač

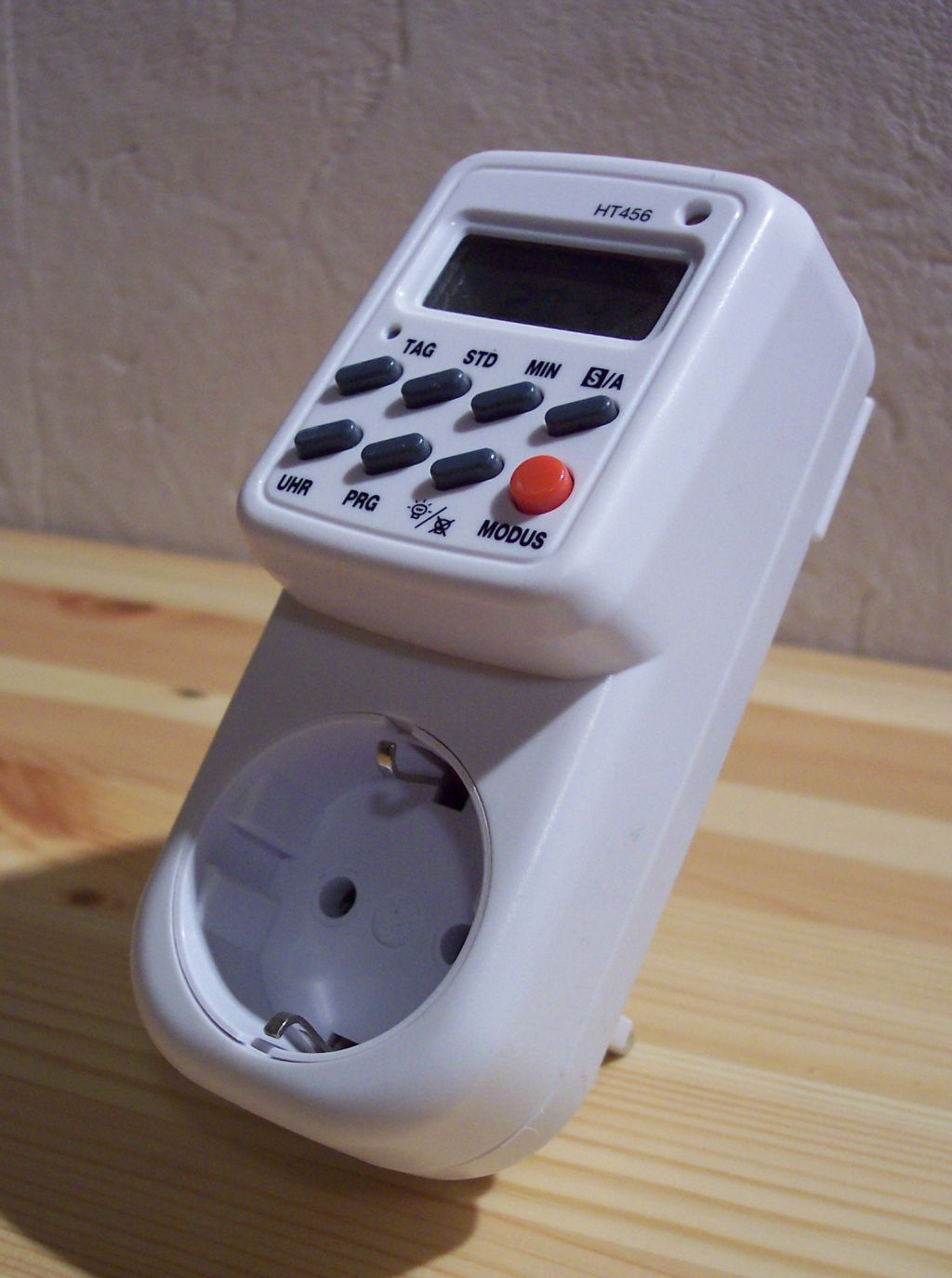
Digitální spínací hodiny poskytují širší možnosti nastavení spínaných intervalů.

Digitální časovač dosahuje vyšší přesnosti, než mechanický nebo elektromechanický, protože je obsahují elektronické hodiny řízené krystalem a speciálním integrovaným obvodem. Používání integrovaných obvodů způsobilo takový pokles ceny číslicové techniky, že digitální časovače jsou dnes lacinější, než většina mechanických časovačů. Časovače jsou vyráběny jako jednočipové embedded systémy podobné elektronickým hodinkám.
Mnoho digitálních časovačů je v současné době implementováno v jednočipových počítačích pomocí software nebo použitím programovatelných logických obvodů, které využívají booleovu algebru.
V jednodušších (především amatérských nebo ručně vyráběných) obvodech se používá integrovaný obvod NE555.
Digitální časovače používají složitější přístroje, které vyžadují vyšší přesnost nebo variabilitu časovače, například dražší pračka, sušička, myčka nádobí nebo časové spínače s pokročilejšími možnostmi při nastavování spínaných intervalů (opakování, spínání jen ve vybraných dnech v týdnu, sudé a liché týdny a podobně). Také digitální časovače se vyrábějí ve formě zásuvkového adaptéru (na obrázku) i jako modulární přístroj do rozvaděče. Bývají vybaveny zálohováním reálného času i programu. Nenápadné, ale všudypřítomné časovače jsou schodišťové automaty, které ovládají svícení ve společných prostorách domů. Podobně fungují časová relé pro zpožděné vypnutí třeba ventilátorů na sociálních zařízení. Tato relé se montují do instalačních krabic pod vypínač.

## Časovač v počítači
Většina počítačů obsahuje jeden až 16 hardwarových časovačů. Obvykle jsou to čítače, které program nastaví na nějakou hodnotu, která se následně automaticky snižuje. V okamžiku, kdy dosáhne nuly, je vyvoláno přerušení, které je doručeno procesoru. Časovač se používá k řízení softwarových událostí, například vypršení času při čekání na odpověď jiného počítače (anglicky timeout), řízení scheduleru v operačním systému atd.